# Bohemian National Cemetery
Der Bohemian National Cemetery ist ein Friedhof mit der Adresse 5255 North Pulaski Road im Norden von Chicago, Illinois.

## Geschichte
Der Friedhof wurde 1877 von nach Chicago ausgewanderten Böhmen gegründet. Deren Gemeinschaft hatte sich darüber erregt, als einer katholischen Frau namens Marie Šilhánek das Begräbnis von mehreren Friedhöfen der Stadt verweigert wurde, weil sie angeblich keine letzte Beichte abgelegt hatte. Als Reaktion darauf erwarben die Landsleute ein Grundstück in der damaligen Jefferson Township, um einen Friedhof einzurichten, der unter ihrer Kontrolle stand. Das Grundstück hatte ursprünglich eine Fläche von 50 Acre (rund 20 Hektar) und wurde über die Jahre hinweg auf 126 Acre (rund 50 Hektar) erweitert.
Viele der Opfer des Eastland-Schiffsunglücks von 1915 wurden auf dem Friedhof beerdigt. Auch der 1933 bei einem Attentat getötete Chicagoer Bürgermeister Anton Cermak wurde hier bestattet. Zu weiteren Persönlichkeiten des öffentlichen Lebens, die hier ihre letzte Ruhestätte gefunden haben, zählen etwa Otto Kerner, Sr., ein Richter und Illinois Attorney General, sowie Charles J. Vopicka, ein Botschafter der Vereinigten Staaten in mehreren osteuropäischen Staaten.
Der Friedhof wurde am 11. Mai 2006 als Historic District in das National Register of Historic Places eingetragen.

## Beschreibung
Der Bohemian National Cemetery ist vor allem für sein Torhaus aus Kalkstein und seine reichhaltig verzierten Wandnischen im Kolumbarium, die Photographien, Skulpturen, Fahnen und andere Objekte enthalten, die der Erinnerung an diejenigen Personen dienen, deren Asche hier aufbewahrt wird. Tschechischstämmige Veteranen der US-Streitkräfte werden durch Kriegerdenkmäler geehrt, darunter sind Gedenksteine zum Sezessionskrieg, dem Spanisch-Amerikanischen Krieg sowie zu den beiden Weltkriegen, die 1889, 1926 und 1952 gewidmet wurden. Der Friedhof beherbergt auch zwei Skulpturen von Albin Polasek, der die bildhauerische Abteilung des Art Institute of Chicago geleitet hatte. Diese Skulpturen tragen die Namen Mother (Mutter) und Pilgrim (Pilger).
Seit 2009 gibt es auf dem Friedhof ein Kolumbarium, das sich speziell an Anhänger der Chicago Cubs wendet. Das Bauwerk ist eine Replik der roten Backsteinwand von Wrigley Field, eine Buntglasscheibe stellt die Anzeigetafel des Stadions dar und es gibt eine gelbe 400-Fuß-Markierung. In der Wand befinden sich 288 Nischen für Urnen und Sitze aus dem Stadion wurden an ihrem Fuß aufgestellt. Das Projekt wurde von einem Anhänger der Cubs in der Absicht initiiert, dass dadurch Friedhofsbesuche weniger depressiv sein sollten. Die Friedhofsverwaltung stimmte dem Bau dieses Kolumbariums zu, erlaubte jedoch nicht den Plan, die Heimspiele der Cubs über einen Lautsprecher zu übertragen. Die Chicago Cubs selbst haben mit dem Projekt nichts direkt zu tun. Die Lizenzierung erfolgte über ein Unternehmen, das Trauerartikel mit Baseball-Thematik herstellt.